# Lógica e dialética
Nas últimas décadas, lógicos europeus e americanos, têm tentado fornecer bases matemáticas para a lógica e a dialética, através de formalização, embora a lógica tem sido relacionado à dialética que desde os tempos antigos. Lógica dialética é um termo especial tratado no pesamento hegeliano e marxista.

## História
Tem havido tratados pré-formais sobre o argumento e a dialética, a partir de autores como Stephen Toulmin ('The Uses of Argument'), Nicholas Rescher ('Dialectics'), e van Eemeren e Grootendorst (Pragma-dialética). Pode-se incluir as comunidades da lógica informal e a lógica paraconsistente.

## Reversibilidade
No entanto, tomando por base teorias do raciocínio revogável (ver John L. Pollock), sistemas tem sido construídos que definem argumentos bem formados, regras que regem o processo de introdução de argumentos baseados nas pressupostos fixos e nas regras para a transferência de carga. Muitas dessas lógicas aparecem na área de inteligência artificial e direito, embora o interesse dos cientistas da computação em formalizar a dialética se origina no desejo de construir sistemas de apoio à decisão e sistemas cooperativos assistidos por computador.

## Jogos de diálogo
Dialética em si pode ser formalizada como movimentos em um jogo, onde membros do jogo são: um defensor da veracidade de uma proposição e um adversário defendendo o contrário. Tais jogos podem fornecer uma semântica da lógica, que é muito geral em sua aplicabilidade.